# Manzano
Pour les articles homonymes, voir Manzano (homonymie).
Manzano (en frioulan : Manzan) est une commune italienne de la province d'Udine dans la région autonome de Frioul-Vénétie Julienne.

## Histoire
Le cloître catholique de Rosazzo, consacré en 1070, est un centre sprituel dans la région. Couvent des Augustins à sa naissance, il a été converti en abbaye bénédictine par Ulrich von Eppenstein, patriarche d'Aquilée, en 1090/1091. La communauté des moines bénédictins continue jusqu'à la conquête du Frioul par les forces de la république de Venise et la fin de l'État du patriarcat d'Aquilée en 1420.

## Administration
| Période                                  | Période | Identité | Étiquette | Qualité |
| ---------------------------------------- | ------- | -------- | --------- | ------- |
|                                          |         |          |           |         |
| Les données manquantes sont à compléter. |         |          |           |         |

## Géographie

### Hameaux
Case, Manzinello, Oleis, Rosazzo, San Lorenzo, San Nicolò, Soleschiano

### Communes limitrophes
Buttrio, Corno di Rosazzo, Pavia di Udine, Premariacco, San Giovanni al Natisone, Trivignano Udinese

## Économie
Réputée pour sa fabrication de chaises et mobiliers de bois. Elle avait pendant quelques années une monumentale "chaise de bois" comme symbole de "capital de la chaise" de l'Italie au milieu du rond-point sur la route SR56 qui relie Udine à Manzano pour aller vers Gorizia ou Trieste. 

## Jumelages
La commune de Manzano est jumelée avec :
- Labin (Croatie) depuis 1981 ;
- Wolfratshausen (Allemagne) depuis 1983.